# القدس الغربية

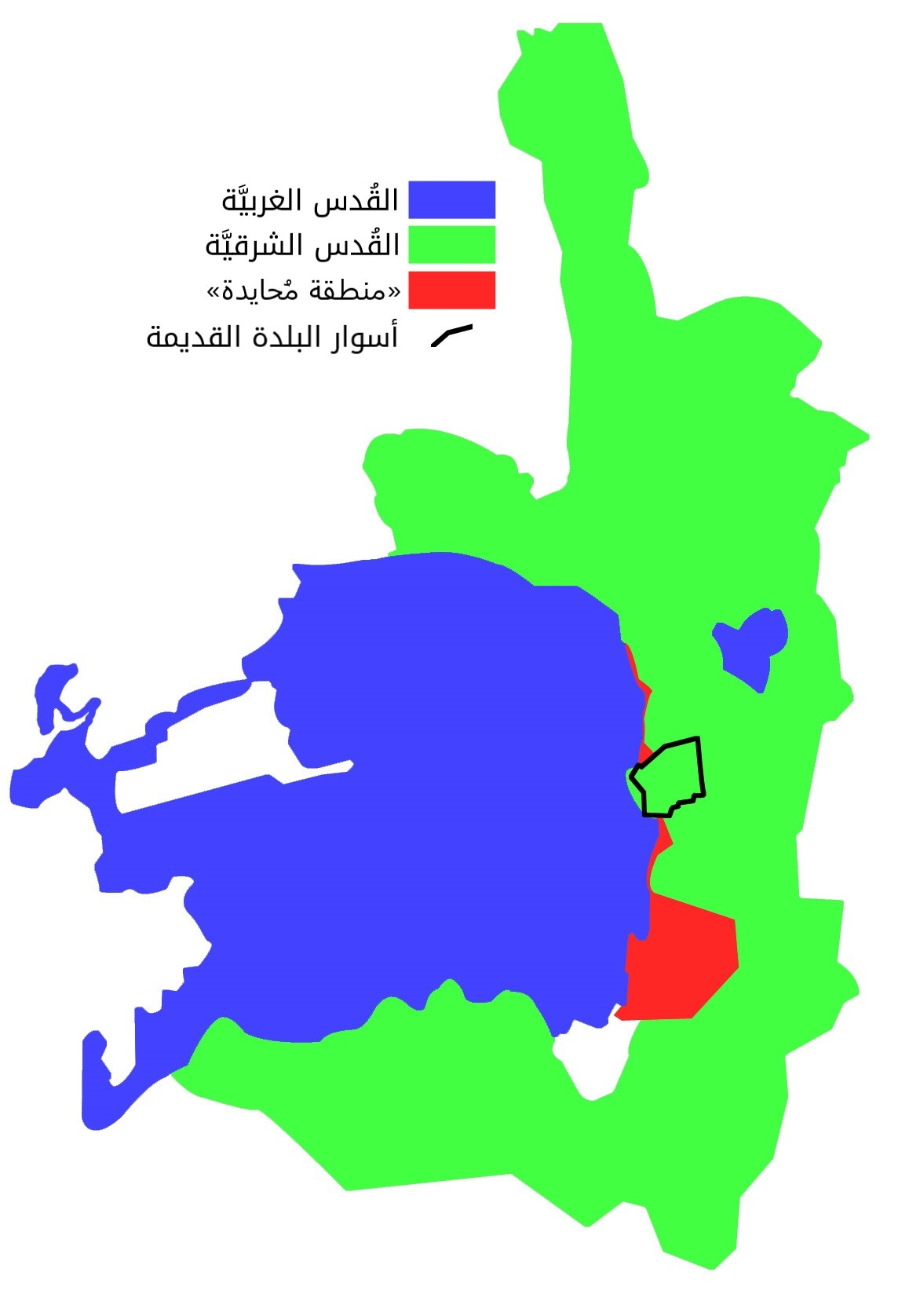
بلدية القدس بين عامي 1948 و1967

القدس الغربية هو مصطلح يُشير إلى الجزء من القدس الذي سقط تحت السيطرة الإسرائيلية بعد حرب عام 1948، حيث صارت هذه المنطقة محددة ومحدودة الحدود وفق ما جاء في الخط الأخضر، وكانت تلك المنطقة مِن قبل تحت إدارة السلطة الأردنية.
أقرت عدد من الدول الغربية مثل المملكة المتحدة والولايات المتحدة بما عُرف بحكم الأمر الواقع، حيث اعترفوا أن هذه المنطقة تابعة لإسرائيل في الفترة الحالية وذلك من الناحية القانونية فقط، خاصة وأن سيادة إسرائيل على القدس الغربية يعتبر أقوى من مطالبتها بالقدس الشرقية.

## التاريخ

### الانقسام عام 1949

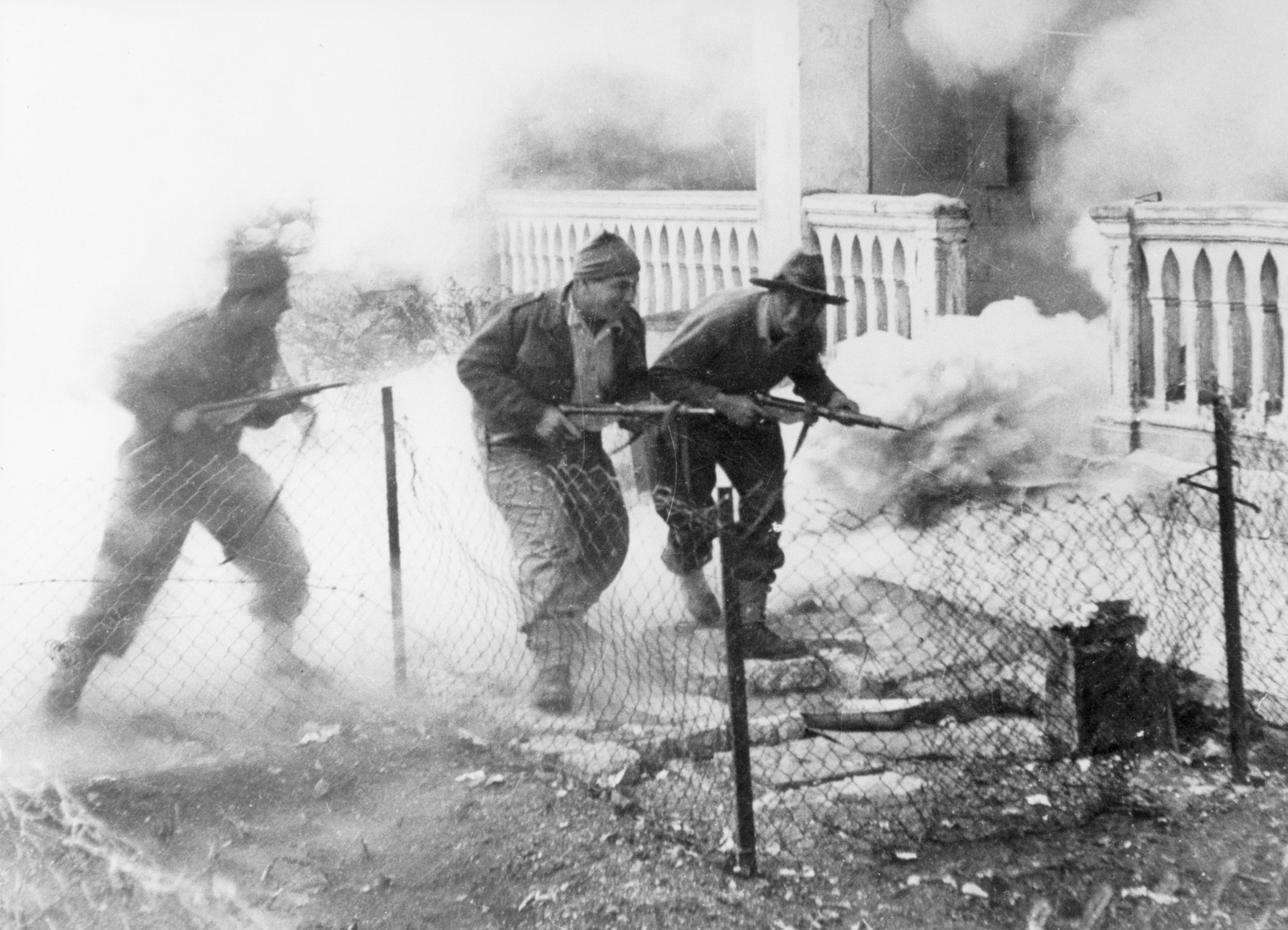
جنود البلماح أثناء حربهم مع جنود عرب في منطقة سان سيمون بتاريخ أبريل 1948 (معركة إعادة البناء)

وفقا لقرار تقسيم فلسطين اعنبرت القدس منطقة دولية.
انقسمت القدس بعد حرب فلسطين عام 1948 إلى جزأين بعد ان احتلت القوات الصهيونية الجزء الغربي منها الذي يشمل معظم أحياء المدينة الجديدة مثل القطمون والطالبية والمالحة، بينما ظل الجزء شرقي تحت الحكم الأردني. كان يسكن هذه الأحياء أساسا فلسطينيون مسلمون والمسيحيون، طردوا أو لجؤوا بعد سقوط هذه الأحياء، فيما طرد اليهود من البلدة القديمة وسلوان، وكان جبل المشارف المنطقة الشرقية الوحيدة من المدينة التي ظلت في يد الإسرائيليين طوال 19 عاما من الحكم الأردني.
ما يقرب من 33% من الأراضي في القدس الغربية قبل سنة 1948 كانت ملك للفلسطينيين، الأمر الذي شكل صعوبة لإسرائيل عند رغبتها في طرد الفلسطينيين من أجل فرض سيطرتها في الغرب، لكن هذه الصعوبة كانت مؤقتة حيث أقرالكنيست (البرلمان الإسرائيلي) مجموعة من القوانين التي تم بموجبها نقل هذه الأراض العربية إلى إسرائيل أو على الأقل لمنظمات يهودية.

### عاصمة لإسرائيل
عام 1950 أعلنت اعتبرت إسرائيل القدس الغربية عاصمة لها، حيث كانت الحكومة الإسرائيلية في حاجة إلى الاستثمار بكثافة لخلق فرص العمل، وبناء حكومة جديدة، وجامعة جديدة أيضا في الكنيس الكبير بالإضافة إلى تشييد مبنى الكنيست، مما جعل المدينة خاضعة بشكل كامل لإسرائيل.

### ضم القدس الشرقية
خلال حرب عام 1967 احتلّت إسرائيل الجانب الشرقي من المدينة وكل الضفة الغربية، وفي عام 1980، أعلنت الحكومة الإسرائيلية عن رغبتها في ضم القدس الشرقية معتبرة إياها عاصمة إسرائيل "الموحدة"، وهو قرار يلقى مقاومة من الفلسطينيين ومعارضة شديدة من المجتمع الدولي الذي يعتبر المنطقتان متنازع عليهما.